# 季利奇基
季利奇基是俄羅斯的城鎮，由堪察加邊疆區負責管轄，位於堪察加半島東北部，始建於1898年，海拔高度10米，居民主要從事漁業和捕獵，2006年人口2,028。